# 納里 (明尼蘇達州)
納里（英語：Nary）是位於美國明尼蘇達州哈伯德縣赫爾加鎮區的一個非建制地區。

## 歷史
納里的郵局於1899年設立，1917年結業後又於翌年重開，最終於1924年停運。此地得名自伐木廠商人托馬斯·J·納里（Thomas J. Nary）。

## 地理
納里所處的海拔為高於海平面435米（即1427英呎），而該地所採用的時區為UTC-6，即北美中部時區（CST）。同時該地設有夏令時間，為UTC-6調快一小時，即UTC-5（CDT）。